# Maria Madeline Taylor
Maria Madeline Taylor, född 1805, död 1841, var en australiensisk skådespelare. Hon var engagerad vid Theatre Royal, Sydney och Royal Victoria Theatre, Sydney mellan 1833 och 1840, och var under sin samtid den kanske mest omtalade kvinnliga skådespelaren i Australien, känd som "Sydneyscenens drottning" och omskriven i pressen både för sin förmåga som scenkonstnär liksom för sina kärleksaffärer. 